# ×Festulolium braunii
Festulolium braunii là một loài thực vật có hoa trong họ Hòa thảo. Loài này được (K.Richt.) A.Camus mô tả khoa học đầu tiên năm 1927.